# Flores de Grecia
Flores de Grecia, libro de caballerías francés del siglo XVI, supuestamente escrito por Nicolás de Herberay des Essarts, quien también tradujo a ese idioma el Amadís de Gaula y otros libros de la serie amadisiana.
Se publicó por primera vez en París en 1552, en la imprenta de Etienne Groulleau, con el título de Le premier livre de la Cronique du tres valliant et redouté dom Flores de Grece, surnommé le chevalier des cignes, second fils d'Esplandian, Empereur de Constantinople. Histoire non encore ouye ("El primer libro de la crónica del muy valiente y temido don Flores de Grecia, sobrenombrado el caballero de los cisnes, segundo hijo de Esplandián, Emperador de Constantinopla. Historia aún no oída").
Recientemente se ha descubierto que Flores de Grecia es una mera traducción de la primera mitad del segundo Lisuarte de Grecia obra del bachiller Juan Díaz, publicada en Sevilla en 1526. Herberay simplemente tradujo esta buena parte de esta obra, cambió el nombre del protagonista y, aprovechando la costumbre de presentar los libros de caballerías como traducciones, la publicó como si fuera obra suya. Sin embargo, para los lectores franceses la obra no encajaba en el ciclo amadisiano, ya que el Lisuarte de Grecia de Díaz era continuación del Florisando de Ruy Páez de Ribera, obra que nunca se tradujo al francés.